# Dawa (roman)
Pour les articles homonymes, voir Dawa (homonymie).
Dawa est le premier roman de Julien Suaudeau, paru en 2014 chez Robert Laffont,,,.

## Résumé
À la veille des élections municipales, un groupuscule terroriste baptisé Dawa al-Islamiya diffuse une vidéo promettant de « détruire Paris ». Tandis que la panique s’empare de l’opinion publique et qu’un climat de chasse aux sorcières s’installe, les hommes de l’antiterrorisme sont à pied d’œuvre pour identifier les cinq membres du réseau et les cibles de leurs attaques-suicides, prévues quinze jours après la publication de la vidéo.
Parallèlement à cette intrigue terroriste « classique », Dawa raconte l’histoire de deux vengeances, deux obsessions, deux destins liés par une fatalité primitive. Il y a d’abord Assan Bakiri, cerveau des attentats, agrégé d’arabe qui a tout réussi, mais rongé par une blessure personnelle et prisonnier de ses racines familiales, notamment l’ombre de son père, le terrible Al-Mansour, un ancien chef du FLN qui se meurt dans un pavillon d’Aulnay-sous-Bois, victime de la maladie d’Alzheimer. En face de Bakiri se dresse Daniel Paoli, grand patron du renseignement intérieur, pied-noir des Aurès qui a vu ses parents se faire massacrer sous ses yeux à la veille de l’indépendance algérienne, et qui a pourchassé toute sa vie leur meurtrier, qui n’est autre qu’Al-Mansour.
Autour de ce deux vengeurs gravite une galerie de personnages disparates, du sommet de l’État jusque sur les dalles de la banlieue parisienne. Leur destin sera renversé par la violence aveugle de l'affrontement central.

## Personnages
- Assan Bakiri : le chef de la cellule Dawa al-Islamiya
- Daniel Paoli : le patron du renseignement intérieur
- Franck Meyrieu : le fidèle adjoint de Paoli
- Momo : ancien dealer d’Aulnay-sous-Bois, « retourné » par Franck
- Soul : le meilleur ami de Momo, recrue de Bakiri
- Toni Soares dit, « le Tchétchène » : le caïd de la cité des 3000, ancien patron de Momo
- Laurence Leroy : présentatrice d’une émission politique, ex-femme de Franck
- Hélène Faure : candidate à la mairie de Paris
- Alexandre Marion : le directeur de cabinet du ministre de l’Intérieur
- Sibylle Grenier : la petite amie de Momo, étudiante à Sciences Po.

## Genre
Même si Dawa utilise les codes du genre policier, notamment la figure du compte à rebours, le suspense et les rebondissements, le roman ne saurait se définir comme un pur polar. Roman « sociopolitique », du fait de son ancrage dans la réalité du pouvoir et de son questionnement de la raison d’État, Dawa est aussi une fresque sociale, à la fois par la diversité des milieux traversés par le récit et l’interaction de ces différents environnements, qui est le principal moteur de l’intrigue.

## Thèmes
Trois thèmes principaux se dégagent du roman : la vengeance, le chaos, et la place de l’islam dans la société française.
La notion de vengeance, souvent traitée dans Dawa en corollaire de la fatalité, permet d’identifier la tragédie classique comme l’une des principales sources d’inspiration de son auteur. Sa vision dessine une vengeance qui n’a rien de chevaleresque, foncièrement maladive, définie par le simulacre et le mensonge. Assan Bakiri et Daniel Paoli, possédés par ce mal qui les dévore depuis l’enfance, sont avant tout des manipulateurs, y compris avec leurs proches, sans voir la main invisible des puissances étatiques qui joue avec leur propre destin.
« Dawa », en argot contemporain, signifie le désordre, le « foutoir », le « bordel ». Cet état de profonde déréliction du corps social caractérise pour l’auteur le moment « postrépublicain » dans lequel il saisit la France contemporaine. Trahison des élites, règne des « identités fabriquées », corruption d’une clique néoconservatrice par les pétromonarchies du golfe Persique, stigmatisation de l’Autre : le pays mis en scène dans Dawa peut être vu comme un avatar romanesque de tout ce qui ne va pas dans la France réelle.
Au premier rang de ces maux, on trouve l’islam, instrument de discorde aux mains de tous les radicaux, les terroristes mais aussi la « garde noire » d’un ministre de l’Intérieur qui se sert du péril fondamentaliste pour asseoir son pouvoir sécuritaire. Dans Dawa, cette double radicalisation « de l’establishment et du fond de cale » contient le ferment d’une guerre civile qui ne dit pas son nom. Il ne s’agit pas, selon Julien Suaudeau, d’une confrontation entre une France blanche et chrétienne et un Islam dont l’immigration serait le cheval de Troie, comme le prétend la théorie du grand remplacement.
Loin d’être assimilé à un virus venant d’un corps étranger, l’islamisation des jeunes de banlieue, Français « de souche » ou « d’origine étrangère », est présentée ici comme le cancer d’une France périphérique empoisonnée par le chômage, la pauvreté, et délaissée par la puissance publique. De part et d’autre de cette fracture, le refoulé de la guerre d’Algérie nourrit les rancœurs, les haines et les préjugés.